# アペフチ
アペフチ（アイヌ語: アペフチ、apehuci）は、アイヌ民話に伝わる神。

## 特徴
アイヌ語で「アペ」とは火を、「フチ」は老婆を意味する。その名の通り老女の姿をした火の神で、アペオイ（囲炉裏）の中に住まい、6枚の衣を身に纏い、手には黄金の杖を持っているとされる。神の老女の意味でカムイフチ（アイヌ語: カムイフチ、kamuy huci）と呼ばれることもある。
古来から人の生活に欠かせない火は、神格化される場合が多い。中でも北海道、樺太、千島列島といった北方の寒冷地に住むアイヌ民族にとって、寒気から守ってくれる火は非常に大切なものだった。したがって、火の神であるアペフチは、人家にまつわる神の中でも最も尊いとされる。神が客となって人家を訪れたときは、アペフチが客の相手をするという。
火の神はアイヌの神の一番神、人間と天の神との媒介をする神とされている。
そのため、何をするにしてもアイヌの人たちはまず火の神を祀るようにしていた。
また火の神アペフチは、モシリコロフチ（アイヌ語: モシㇼコㇿフチ、mosir kor huci）とも呼ばれ火のことを温かく包み込んでくれる女神と考えたためである。
アイヌに伝わる叙事詩ユーカラの中で、シマフクロウの神が歌ったという歌「銀の滴降る降るまわりに」にも、アペフチが登場する。

## 関連作品
- 『アイヌ神謡集』知里幸惠編訳（青空文庫）（「銀の滴（しずく）降る降るまわりに」収録）